# 라이프치히 동물원

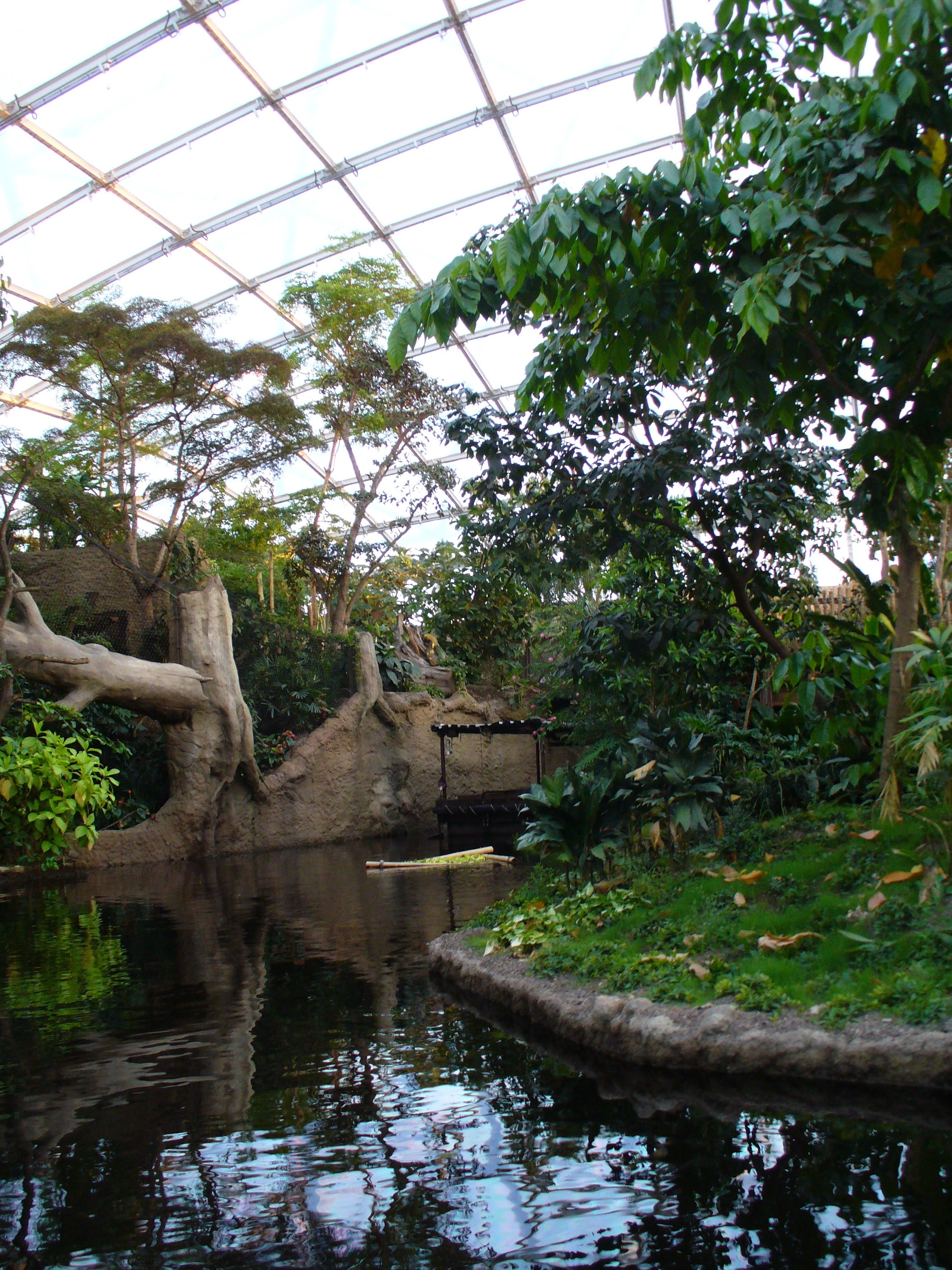

라이프치히동물원(Leipzig Zoological Garden)은 독일 라이프치히의 동물원이다. 1878년 6월 9일 처음 개장하였다. 제1차 세계 대전 이후 1920년에 라이프치히시에 인계되어 지금은 약 27헥타르 면적을 차지하며 약 850종을 보유하고 있다. 2020년, 이 동물원은 6개의 테마 월드를 장식하고 있다. 라이프치히 동물원은 매일 오전 9시부터 오후 6시까지 운영된다.